# Acrolophus parvipalpus
Acrolophus parvipalpus är en fjärilsart som beskrevs av Hasbrouck 1964. Acrolophus parvipalpus ingår i släktet Acrolophus och familjen Acrolophidae. Inga underarter finns listade i Catalogue of Life.